# 北漢山輔国門駅
北漢山輔国門駅（プカンサンボグンムンえき）は、大韓民国ソウル特別市城北区貞陵洞にある牛耳新設軽電鉄の駅。

## 駅構造
相対式ホーム2面2線の地下駅。出口は2箇所ある。

### のりば
- のりばの番号は存在しない。

| 上り | ●牛耳新設線 | ソルセム・北漢山牛耳方面 |
| 下り | ●牛耳新設線 | 貞陵・新設洞方面         |

## 駅周辺
- 貞陵4洞住民センター
- 西京大学校
- ソウル貞陵初等学校
- 北漢山国立公園
- ソウル清徳初等学校
- 国民大学校北岳キャンパス
- 貞陵3洞住民センター
- 北岳中学校

## 歴史
- 2017年
  - 3月2日 - 駅名を 「北漢山輔国門駅」に決定[1]。
- 9月2日 - 駅開業。

## 隣の駅
牛耳新設軽電鉄
● ソウル軽電鉄牛耳新設線
ソルセム駅  - 北漢山輔国門駅  -  貞陵駅